# فرودگاه پری کانتی، تنسی
 فرودگاه پری کانتی، تنسی (به انگلیسی: Perry County Airport (Tennessee)) یک فرودگاه همگانی بهره‌برداری هوایی است که یک باند فرود آسفالت دارد و طول باند آن ۱۰۹۷ متر است. این فرودگاه در کشور ایالات متحده آمریکا قرار دارد و در ارتفاع ۲۲۶ متری از سطح دریا واقع شده است.